# Prayers for Bobby
Prayers for Bobby är en TV-film från 2009 som visades för första gången 24 januari 2009 på Lifetime Television. Filmen är baserad på boken Prayers for Bobby: A Mother's Coming to Terms with the Suicide of Her Gay Son av Leroy F. Aarons, som i sin tur är baserad på den sanna historien om Bobby Griffiths liv och arv, en ung homosexuell man som begick självmord 1993 på grund av sin moders och gemenskaps homofobi. Ryan Kelley spelar Bobby Griffith och Sigourney Weaver hans mor, Mary.
Filmen nominerades till två Primetime Emmy Awards i kategorierna TV-film och bästa kvinnliga skådespelare till Sigourney Weaver. I samma kategori nominerades hon även till en Golden Globe 2010, tillsammans med 2010 Screen Actors Guild Award. Den vann 2010 års GLAAD Award, och producenterna nominerades till 2010 års Producers Guild of America Award. Filmen vann pris som publikens favoritfilm vid Seattles HBTQ-filmfestival.

## Handling
Mary Griffith (Sigourney Weaver) är en troende kristen som uppfostrar sina barn enligt presbyterianismens konservativa läror, i Oakland på 1980-talet. Hennes son Bobby (Ryan Kelley) säger i förtroende till sin äldre broder att han kan vara homosexuell, vilket förändrar hela familjens liv, efter att brodern berättar hemligheten till Mary. Fadern och syskonen kommer långsamt över homosexualiteten, men Mary är säker på att Gud kan "rena" honom. Hon tar honom till psykiatriker och övertalar honom att be hårdare och söka hjälp i kyrkan för att förändra honom. Bobby, som desperat söker sin mammas erkännande, gör vad som krävs av honom, men kyrkans misstyckande av hans läggning och hans mammas ihärdiga försök att kväsa hans beteenden framför andra människor får honom att dra sig tillbaka allt mer och bli deprimerad.
Bobby, som känner stor skuld, flyttar ihop med sin kusin i hopp om att hans mamma en dag kommer att acceptera honom. Han flyttar till Oregon och ger upp försöken med att besegra homosexualiteten. Han skaffar pojkvän, David (Scott Bailey) på en gayklubb, men Mary gör det klart att hon inte vill att hennes son fortsätter som han är. Trots att Bobby träffar Davids föräldrar, som försäkrar honom om att saker kommer att ändras, fortsätter Bobby att tänka på sin mammas ord. Dessutom ser han David med en annan man. Bobbys depression och självhat ökar, och han beskyller sig själv för att inte vara den "perfekta sonen". En natt hoppar han från en bro över en motorväg och körs över av en lastbil som dödar honom omedelbart. Familjen mottar de förskräckliga nyheterna dagen efter och är förstörda.
Mary, när hon tvingas möta tragedin, börjar ifrågasätta sig själv och kyrkans tolkning av skrifterna. Genom sin långa och känslosamma resa når Mary långsamt ut till HBT-communityn och upptäcker oväntat stöd från en väldigt osannolik källa: hon bekantar sig med en homosexuell pastor i närområdet som övertygar henne om att gå på ett möte med Parents, Families and Friends of Lesbians and Gays (PFLAG), där hon inser att hon visste att Bobby var annorlunda från födseln och att hans sanna värde låg i hans hjärta.
I know now why God didn’t heal Bobby. He didn’t heal him because … [breaks down in pained sobbing] … there was nothing wrong with him!
Hon blir därmed en HBT-rättskämpe och håller ett tal i ett stadsfullmäktigesammanträde till stöd för en lokal "gaydag". Hon uppmanar folk till att tänka innan de säger, uttrycker eller stöder homofobi eftersom "ett barn lyssnar". Förslaget röstas ner men hon och övriga familjen reser till San Francisco med andra PFLAG-medlemmar och är med i en prideparad där hon ser en man som ser ut precis som Bobby som kollar på paraden. Hon går fram och kramar honom och kommer så över sin sons död och lovar att arbeta hårt för HBT-rättigheter.

## Skådespelare
- Sigourney Weaver som Mary Griffith
- Henry Czerny som Robert Griffith
- Ryan Jonathan Kelley som Bobby Griffith
- Austin Nichols som Ed Griffith
- Dan Butler som präst Whitsell
- Carly Schroeder som Joy Griffith
- Shannon Eagen som Nancy Griffith
- Scott Bailey som David
- Bryan Endress-Fox som Greg
- Rebecca Louise Miller som Jeanette
- Mary Griffith som sig själv i prideparadscenen.